# Estación Palermo
Palermo es una importante estación ferroviaria del barrio homónimo de la Ciudad de Buenos Aires. Forma parte del servicio suburbano prestado por la Línea San Martín, que conecta a la ciudad con la zona norte del oeste del Gran Buenos Aires.
Esta estación es la anterior a la terminal y se encuentra en una zona altamente transitada por varios motivos. En primer lugar es un importante nodo de transporte, en donde se encuentran varias líneas de colectivos y la estación Palermo de la línea D de subterráneos.
Además, se trata de una zona con gran movimiento propio a nivel recreativo, cultural y residencial por las características del barrio. El Parque 3 de Febrero, la Plaza Italia, el ex Zoológico (actual Ecoparque), el Jardín Japonés y el predio de La Rural (donde suele desarrollarse la Feria del Libro) se encuentran a pocos metros de la estación. Las torres residenciales abundan en todo el barrio.

## Ubicación
Se encuentra a alto nivel, luego de que las vías cruzan el famoso Puente Pacífico sobre la Avenida Santa Fe y su intersección con Juan B. Justo. Los andenes se extienden hasta la calle Charcas, en donde existe una entrada complementaria actualmente fuera de uso.

## Servicios
La estación corresponde a la Línea San Martín de los ferrocarriles metropolitanos de Buenos Aires que conecta las terminales Retiro, José C. Paz, Pilar y Domingo Cabred. Hasta 1989 contó con servicio de cargas desde Mendoza.

## Combinaciones
En la entrada a la estación se encuentra una boca de acceso a la estación Palermo de la línea D de subterráneos. A pocos metros se encuentra también la estación Pacífico del sistema Metrobús. Se deben tener en cuenta además las varias paradas convencionales de líneas de colectivos en las inmediaciones de la estación.
Adicionalmente a menos de 9 cuadras se encuentra la estación Ministro Carranza de la Línea Mitre, a la cual se puede llegar en subterráneo.

## Diagrama
| Plataforma lateral, las puertas abren del lado izquierdo. |                                                                             |
| Andén 2                                                   | Trenes comunes y expresos a Retiro →                                        |
| Andén 1                                                   | ← Trenes comunes y expresos a J. C. Paz/Pilar/Cabred (próxima Villa Crespo) |
| Plataforma lateral, las puertas abren del lado izquierdo. |                                                                             |

## Hitos urbanos
- Estación Palermo de la línea D de subterráneos.
- Estación Pacífico del sistema Metrobús.
- Estación Ministro Carranza de la Línea Mitre (a 800 metros)
- Regimiento de Patricios
- Predio de La Rural
- Plaza Italia
- Botánico
- Parque 3 de Febrero
- Zoológico
- Plaza Serrano

## Historia

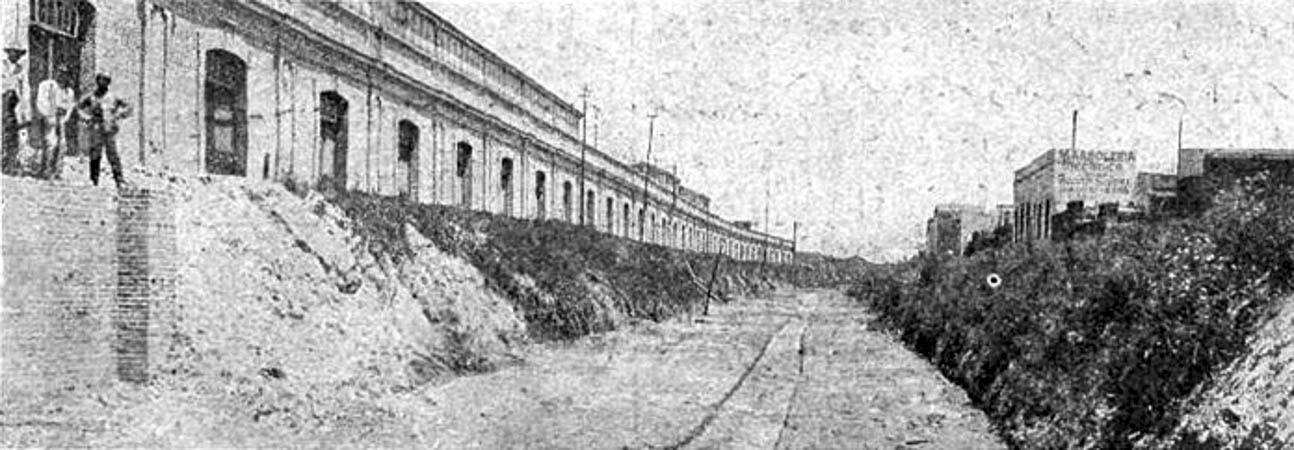
El arroyo Maldonado sin entubar con la actual estación Palermo ya elevada a la izquierda. La foto es de noviembre de 1912

### Antecedentes
La primera estación, a nivel de calle, se inauguró en 1888 como parte del ramal Mercedes - Palermo del Ferrocarril Buenos Aires al Pacífico siendo la terminal de la línea dentro de la Capital. Se encontraba en su ubicación actual, solo que por entonces la Avenida Juan B. Justo no existía puesto que no se había entubado el Arroyo Maldonado.
Hasta entonces, para llegar a Retiro, el Ferrocarril BAP tenía que empalmar, por un ramal a nivel de calle en medio de las ya por entonces transitadas calles de Palermo y Recoleta, con las vías de otra empresa, el Ferrocarril del Norte.

### Construcción
Para subsanar esto, y dentro del plan general del Parque 3 de Febrero, el Congreso Nacional autoriza a la empresa, en 1894, a construir un ramal propio en altura (para no interferir con el tránsito) hasta Retiro. El viaducto, que persiste hasta la actualidad, consiste en largos puentes de ladrillo visto con una serie de grandes arcos debajo, algunos de los cuales actualmente funcionan como comercios gastronómicos. Los cruces sobre las calles se realizan con grandes puentes metálicos.
Este nuevo trazado fue inaugurado en 1912 e incluía, además de la nueva estación Retiro del Ferrocarril al Pacífico, la construcción de una nueva estación Palermo en altura sobre el viaducto de ladrillo visto, que comienza precisamente antes de la estación para sortear la Avenida Santa Fe ya en altura.

### sigloXX
En 1929 comienzan las obras para entubar el arroyo Maldonado, el cual atravesaba toda la ciudad y pasaba por al lado de la estación. Sobre este curso natural se construyó la Avenida Juan B. Justo.
En 1940 se inaugura la estación Palermo del Subte de Buenos Aires.
En 1989 cierra definitivamente la empresa vinícola Bodegas Giol, por lo cual el gran playón de cargas de la estación, en donde se descargaba vino proveniente de Mendoza queda sin tráfico.

### sigloXXI
El gran playón de cargas permaneció varios años abandonado sin perspectivas de reactivación, por lo que comenzó a ser levantado y urbanizado a fines de la década del 2000. En el edificio principal de las Bodegas Giol y sus inmediaciones dentro del predio se encuentra en construcción el Polo Científico-Tecnológico. A su vez, en el sector más cercano a la Avenida Santa Fe y detrás de la estación de pasajeros se encuentra próximo a abrir el shopping a cielo abierto Distrito Arcos. Ambos emprendimientos debieron respetar la arquitectura ferroviaria original, más allá de las tareas de modernización.
En el 2014 la estación de pasajeros sufre otra elevación, pero esta vez en los andenes para poder recibir nuevos trenes 0 kilómetro. Hasta entonces la línea usaba coches con estribo de más de 50 años de antigüedad. Para remodelar la estación sin interrumpir el servicio (ya prestado por los nuevos coches) se construyeron dos andenes provisorios elevados como continuación de los existentes, desde el final del andén hasta el puente sobre la calle Paraguay. A tal fin fue reabierto temporalmente el acceso sobre la calle Charcas, que llevaba años sin uso.
En 2024, tiene lugar un choque de trenes en Palermo ante el cual el gobierno comienza a considerar la privatización del sistema ferroviario luego de superado el estado de emergencia.
Actualmente la obra de elevación se encuentra concluida, habiéndose desmontado los andenes provisorios y vuelto a cerrar el acceso alternativo.

## Imágenes

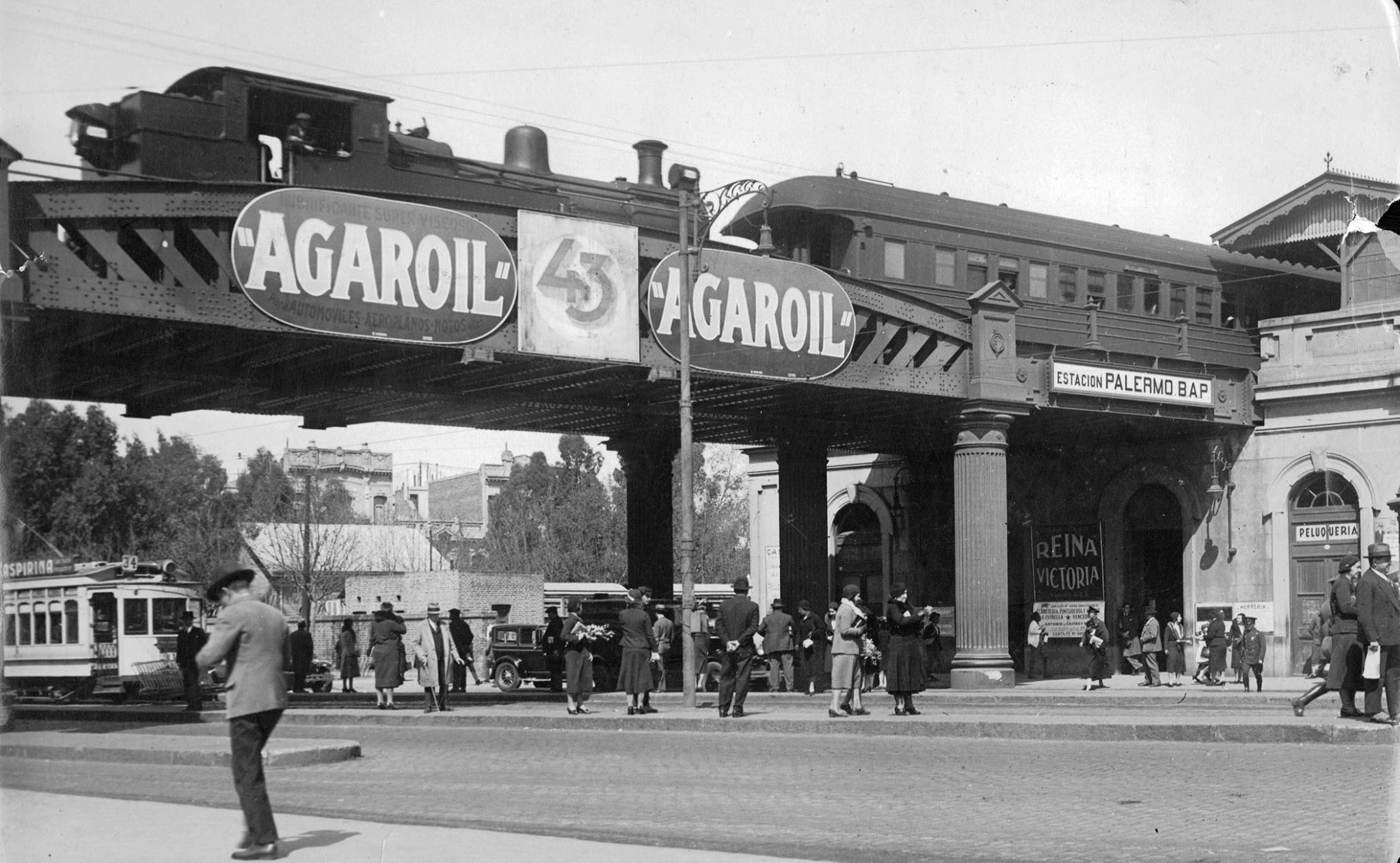
El Puente Pacífico y la estación hacia 1930
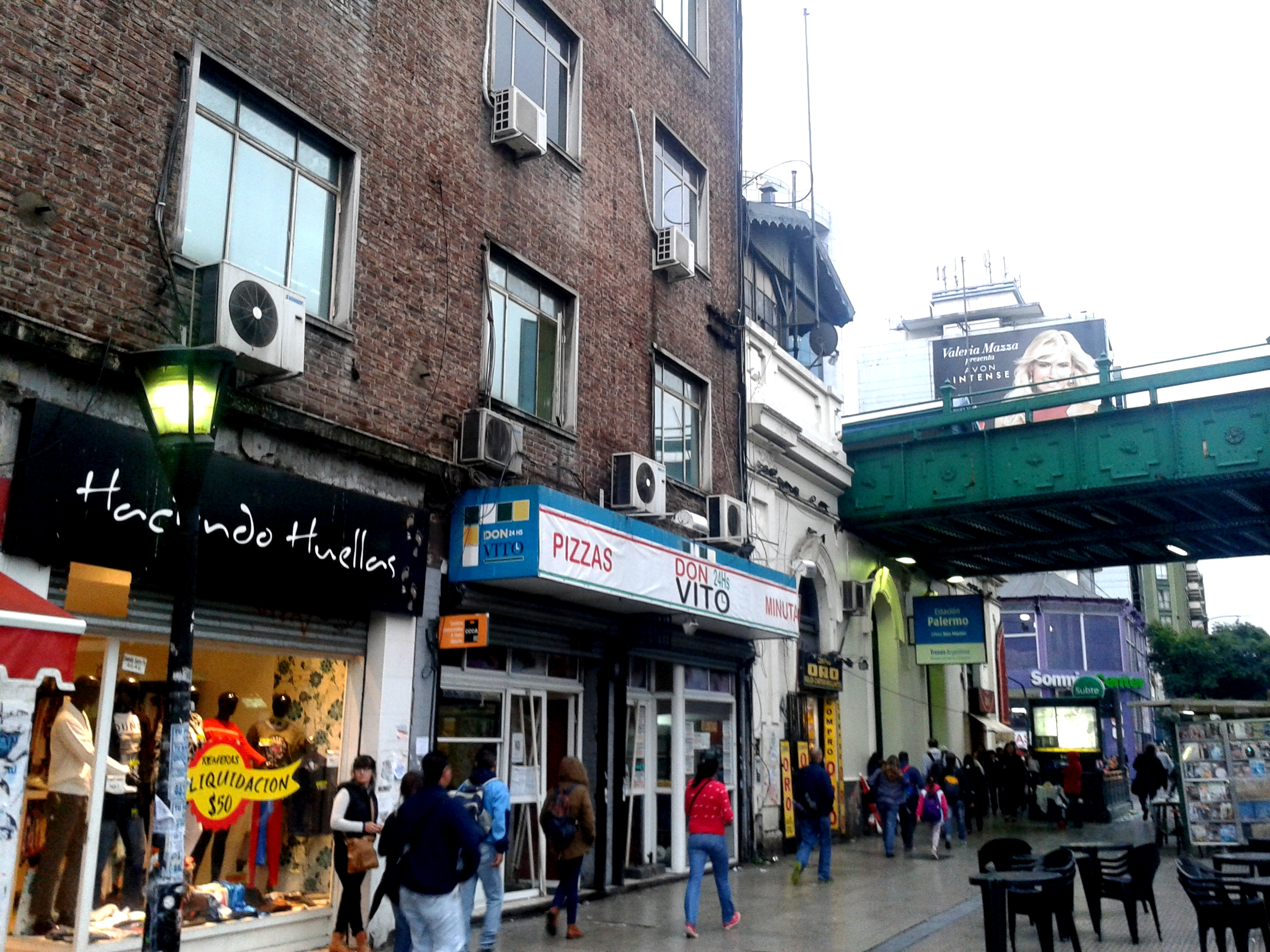
Entrada desde la Avenida Santa Fe
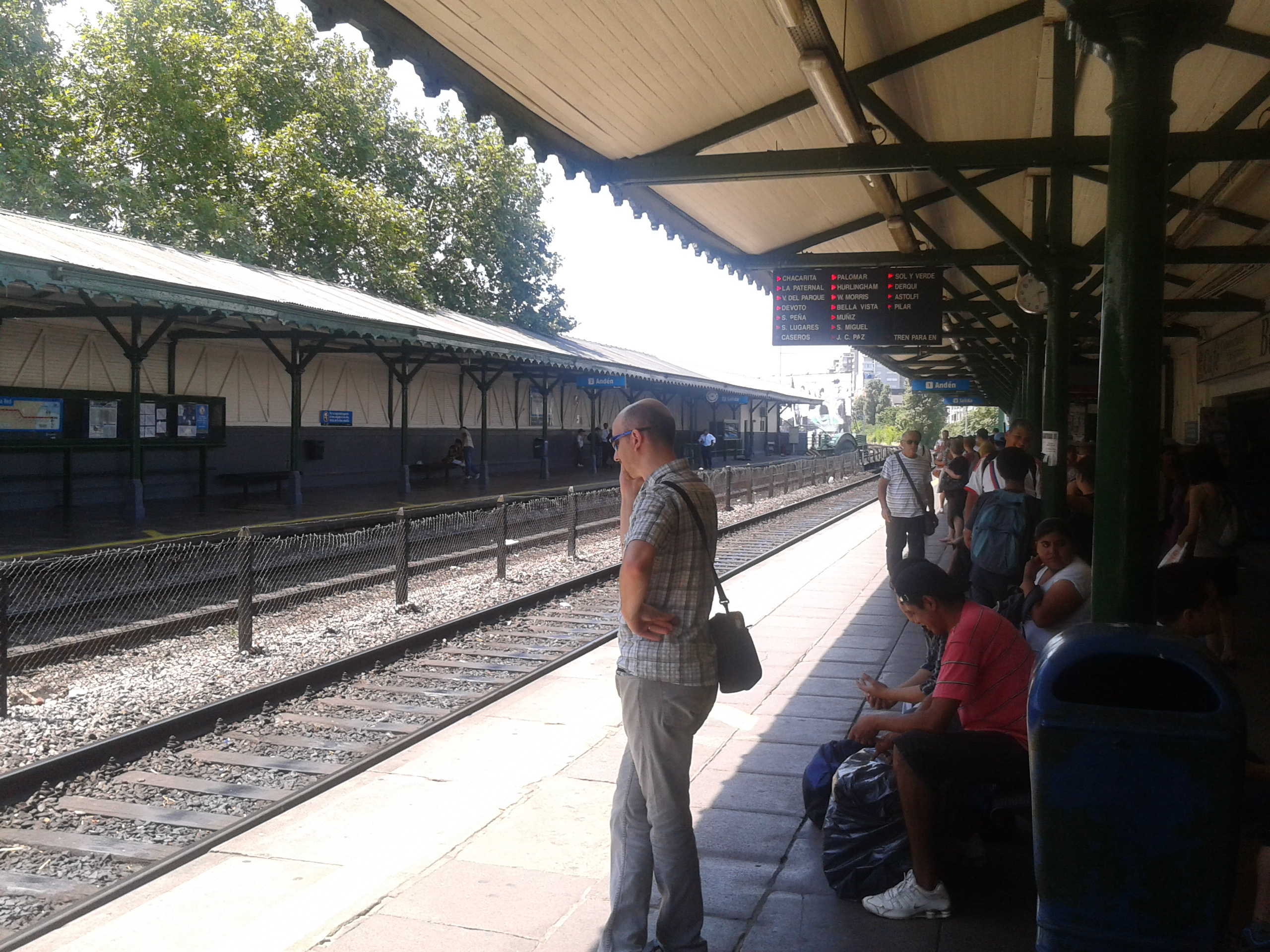
Panorama anterior a la elevación de andenes
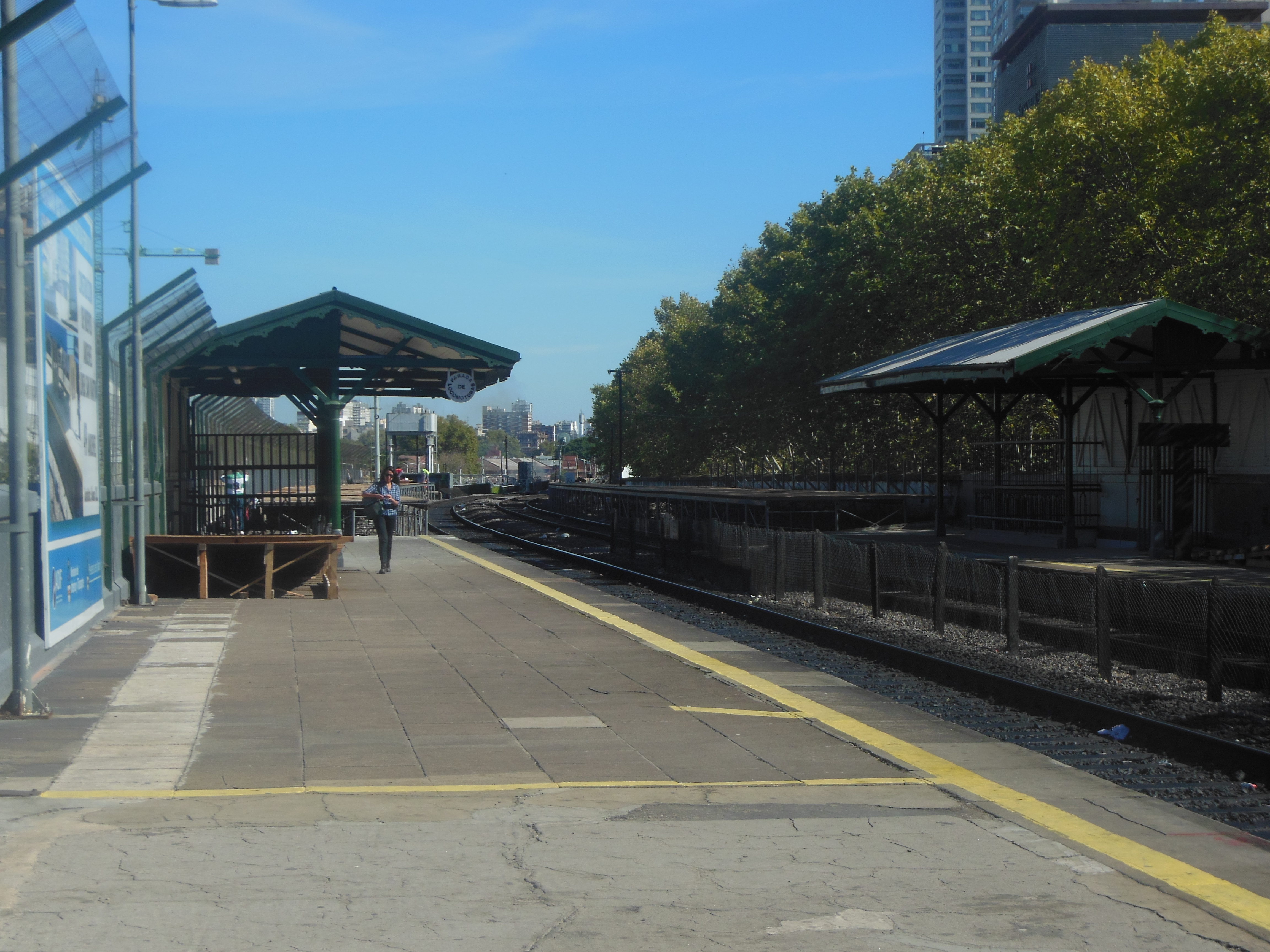
Escalera hacia el acceso de la calle Charcas
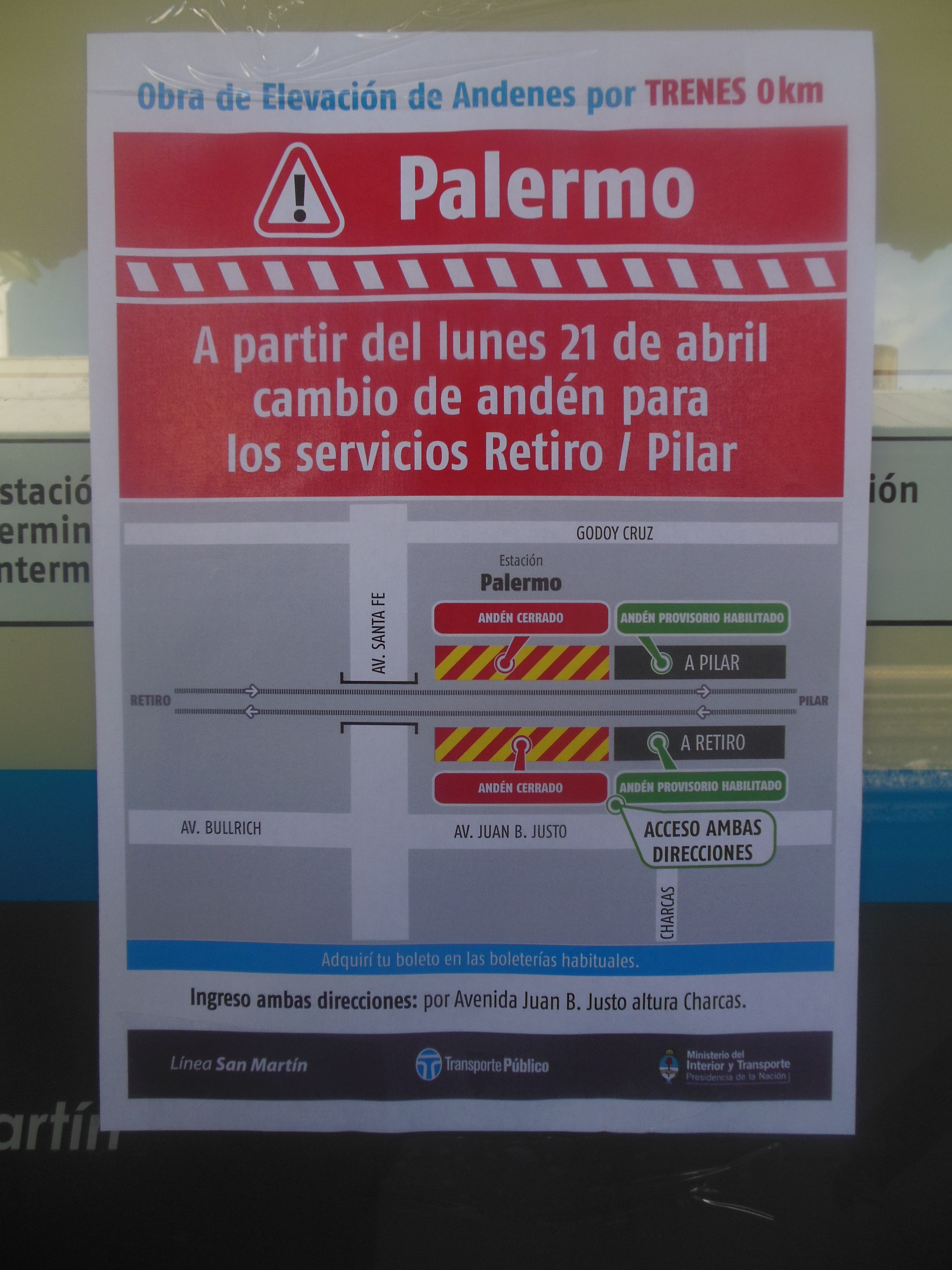
Aviso de obras
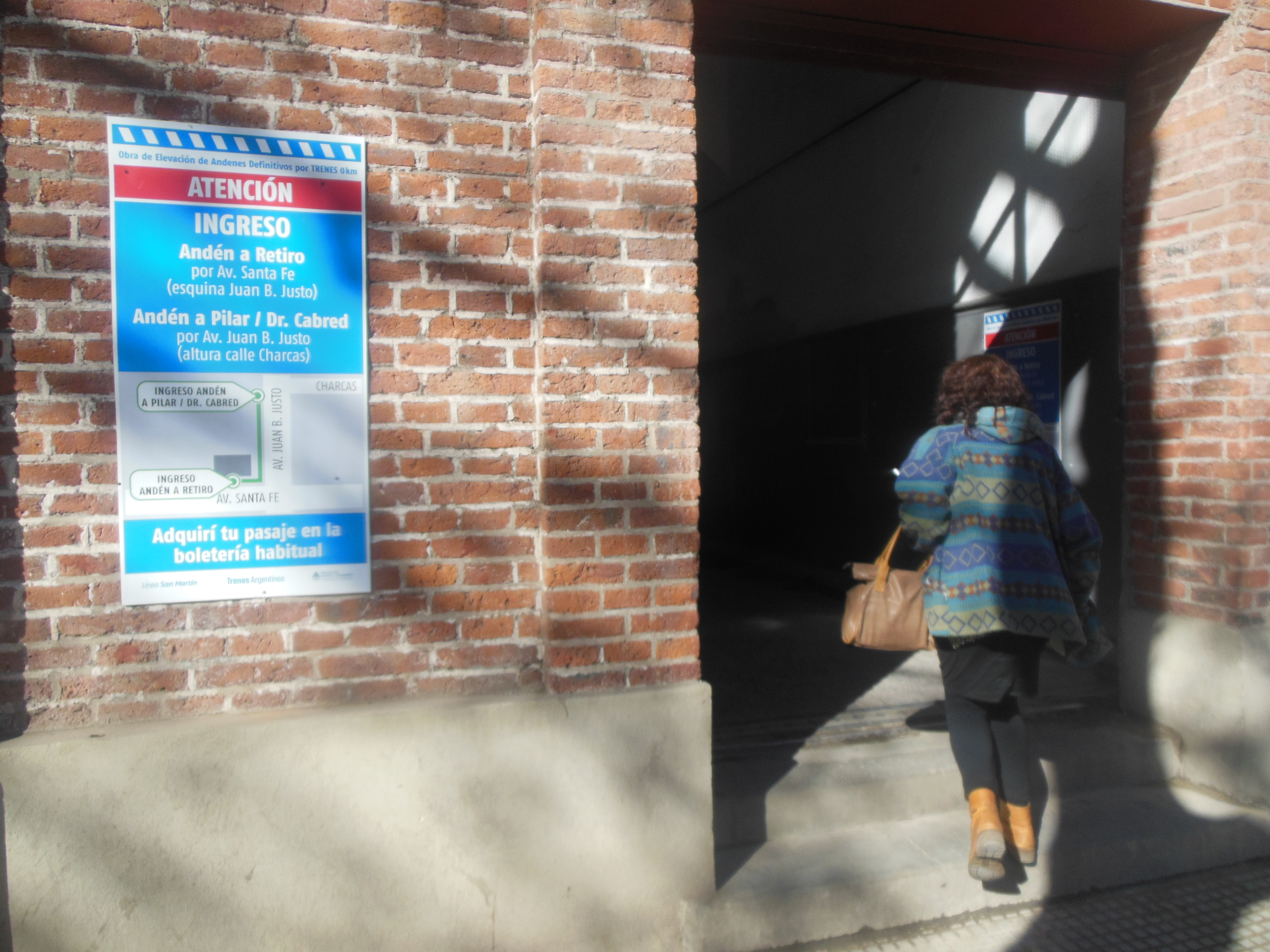
El acceso alternativo de la calle Charcas
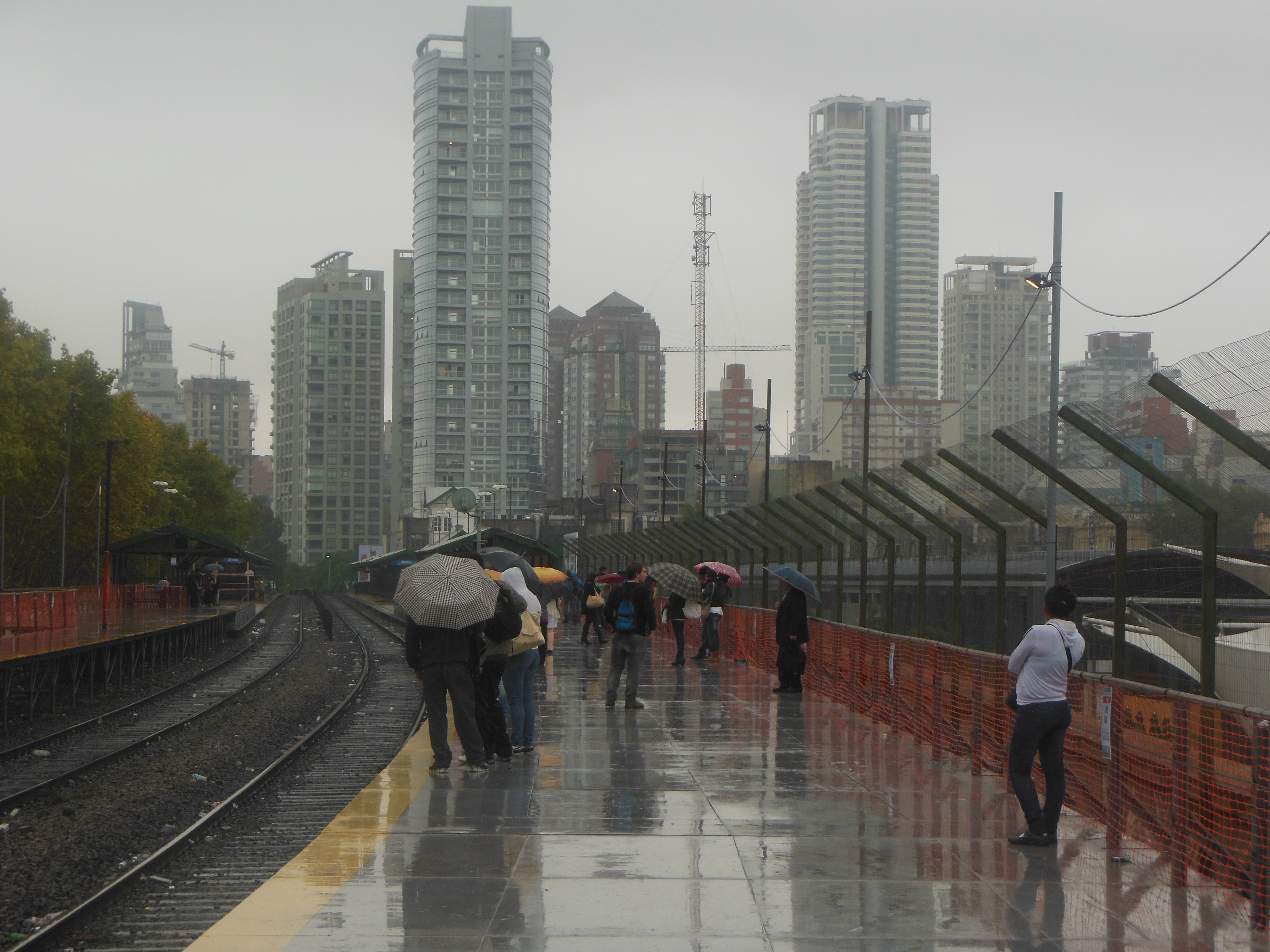
Andén provisorio de madera (ascendente)
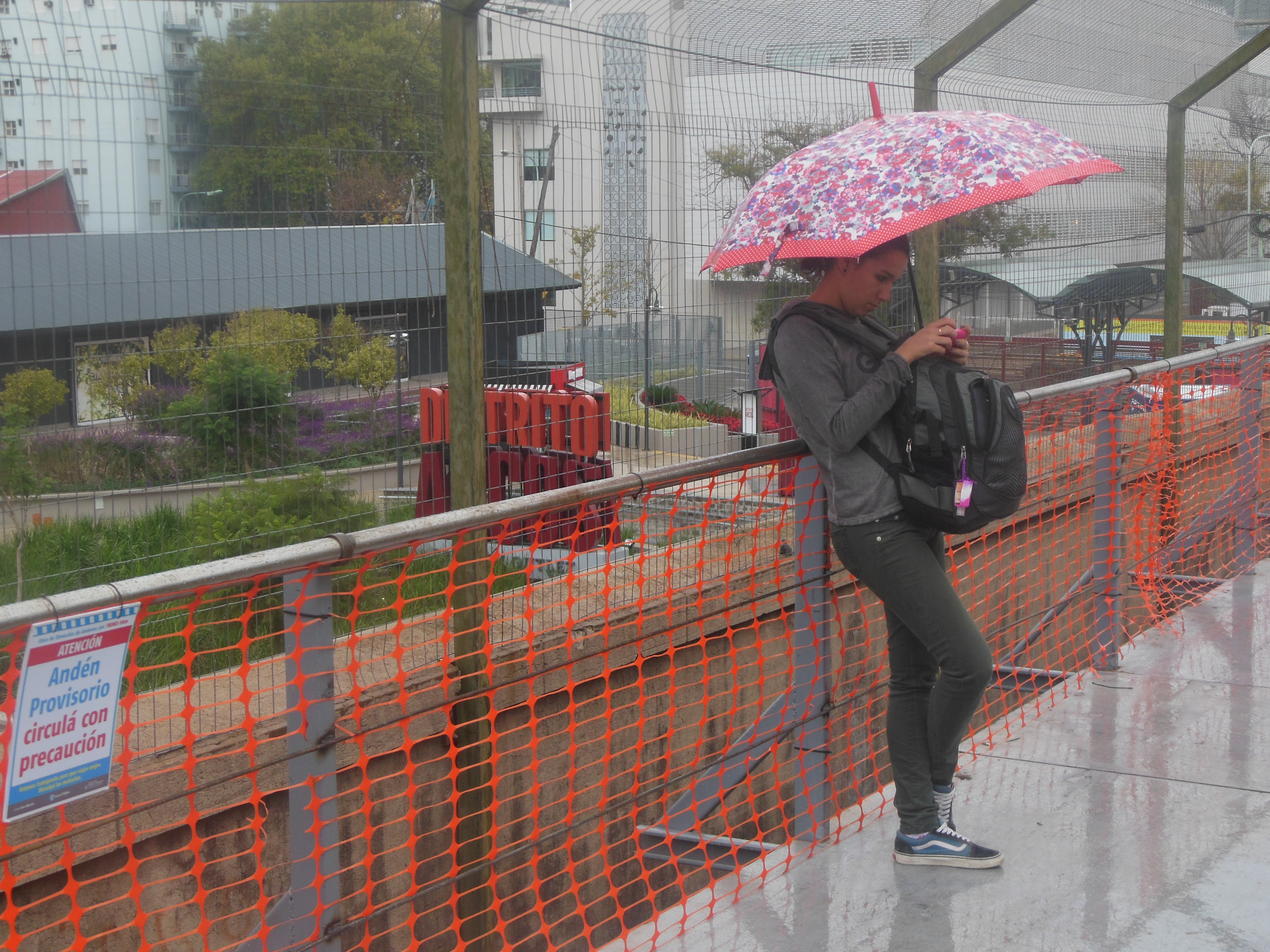
Detalle del andén provisorio de madera
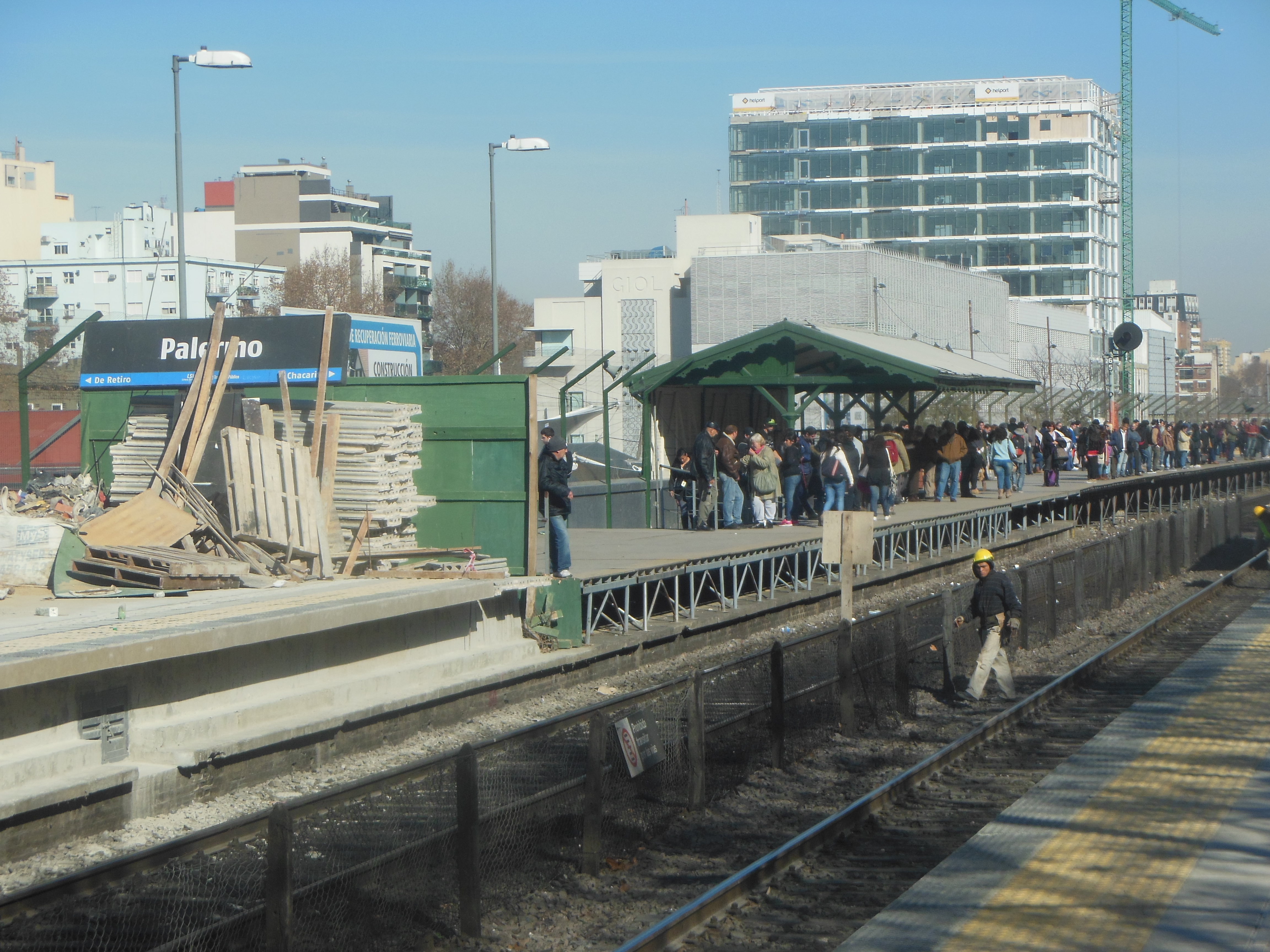
El andén provisorio a Pilar visto desde el definitivo ya terminado (a Retiro)
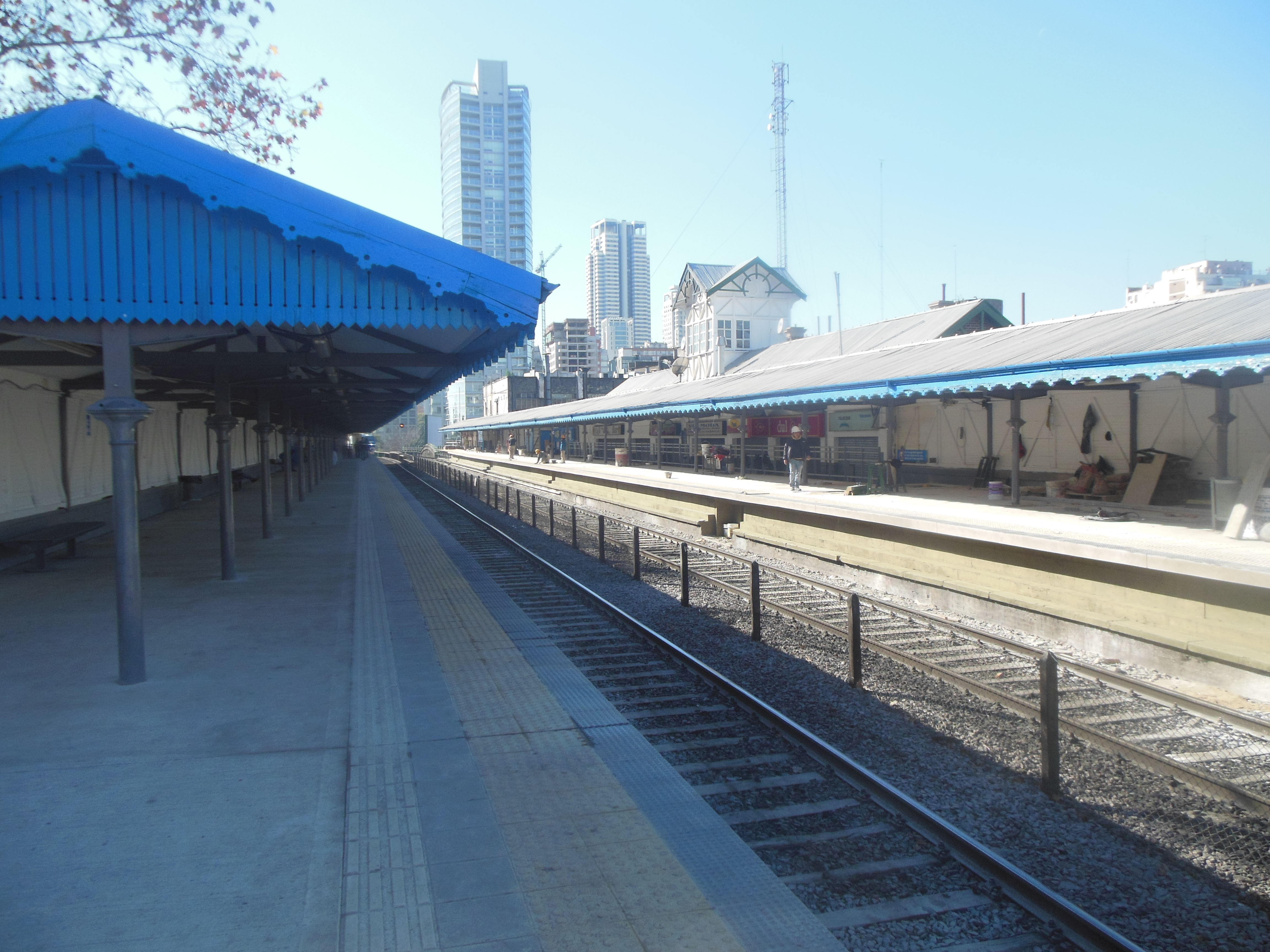
Vista general de la estación con los dos andenes ya elevados
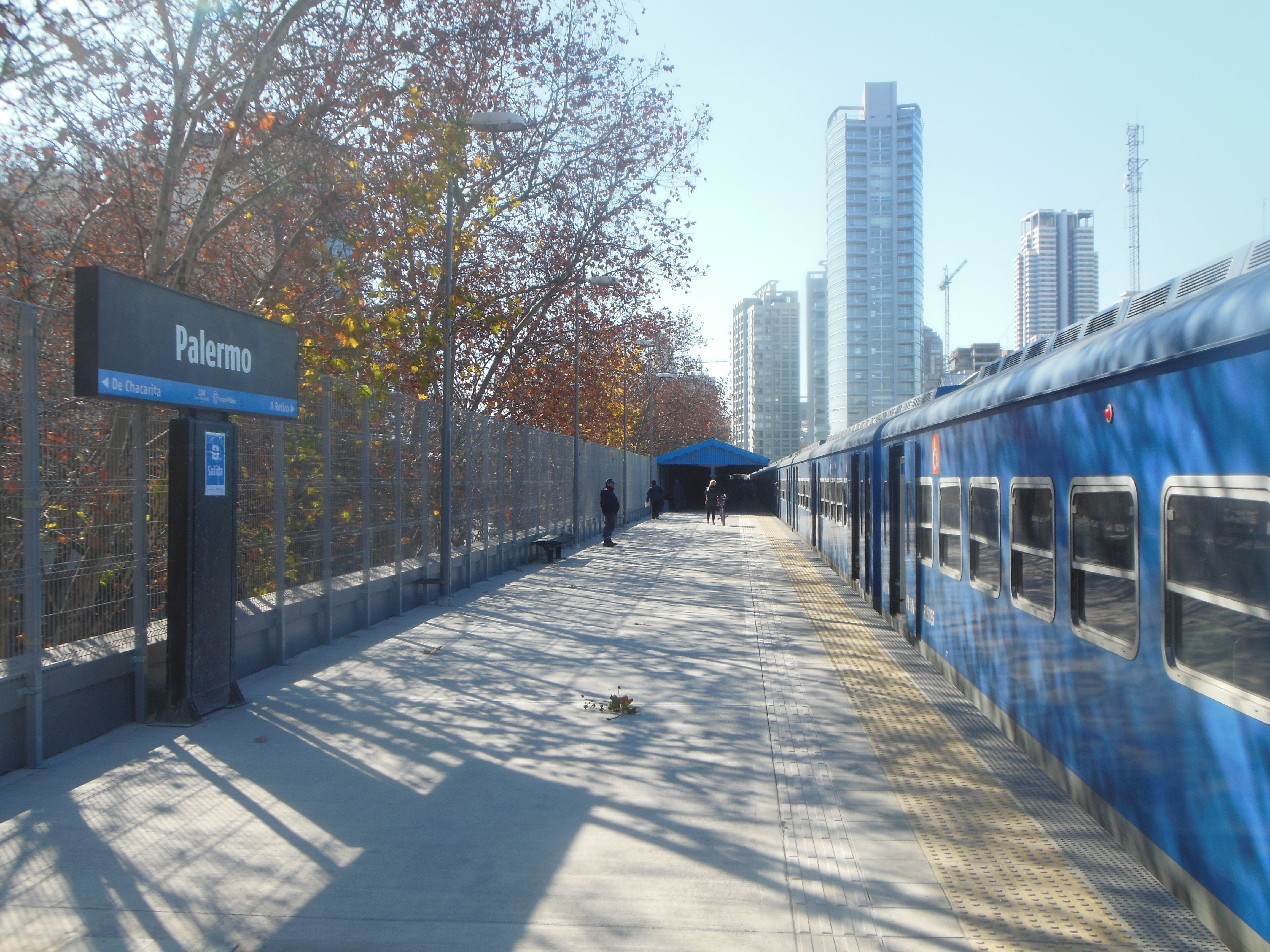
Una formación a punto de partir vista desde el final del andén descendente
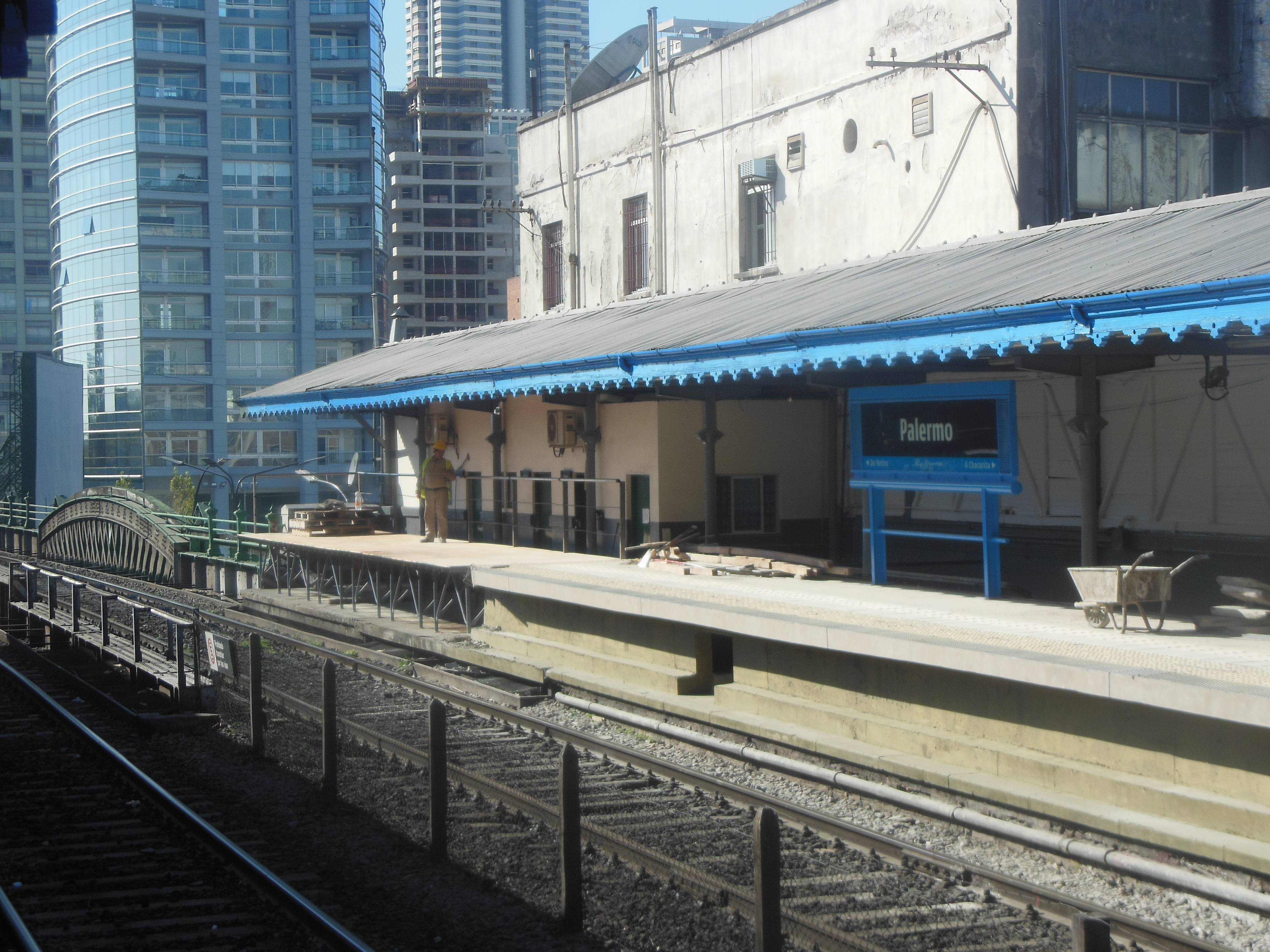
El Puente Pacífico y el final del andén ascendente
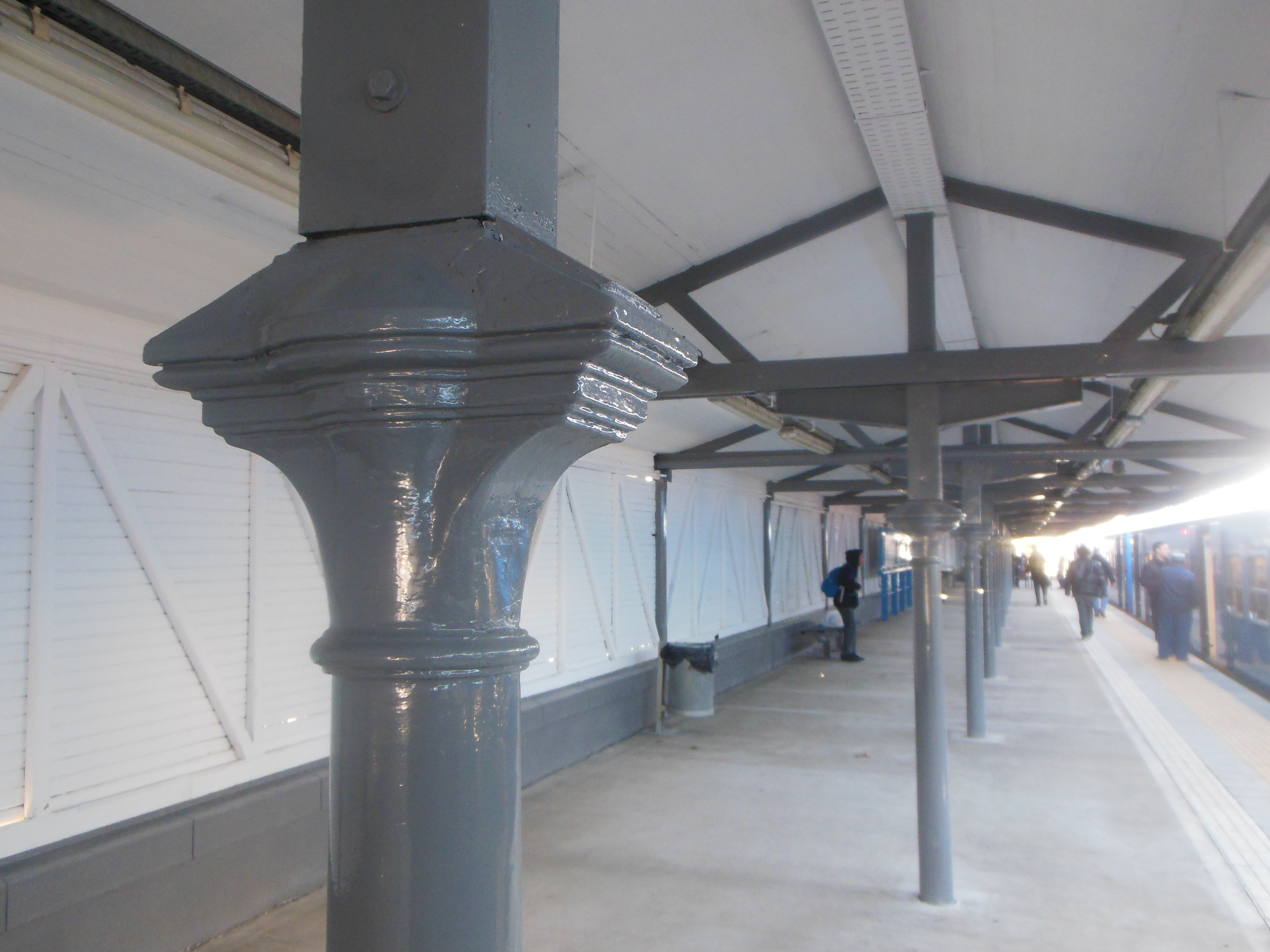
Detalle de las columnas
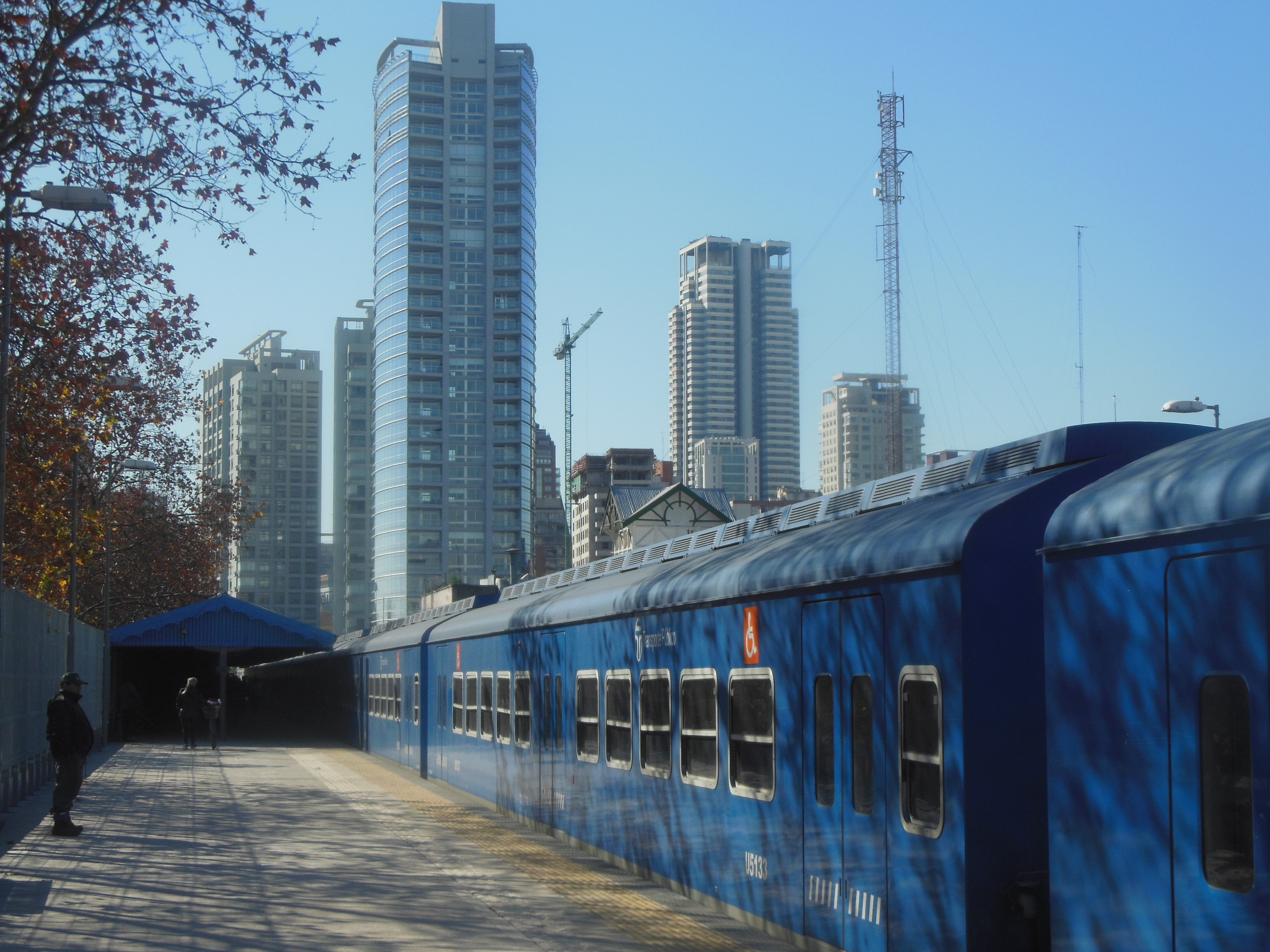
Las modernas torres del barrio de Palermo
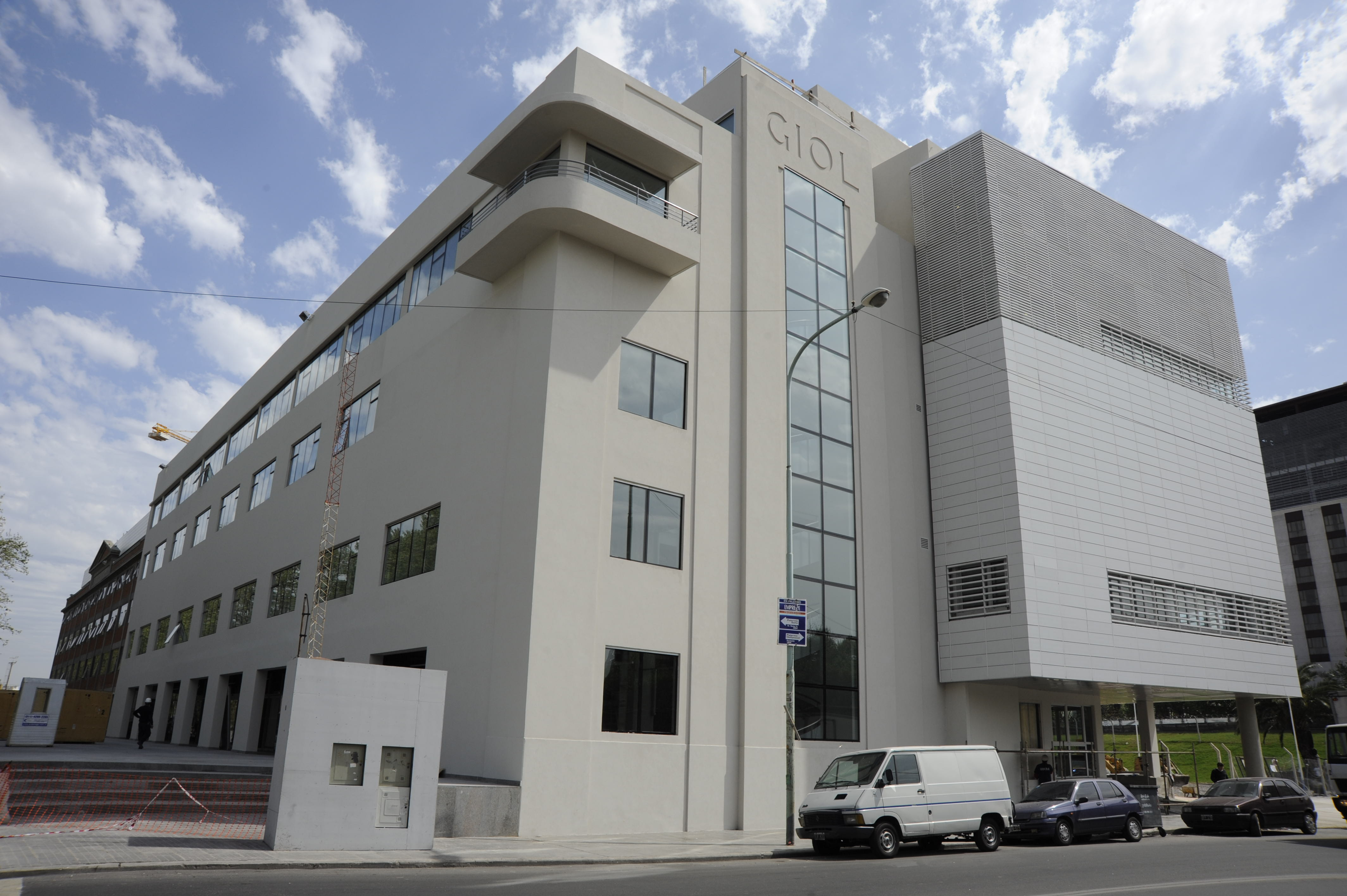
El Polo Científico-Tecnológico sobre el edificio recuperado del viejo playón de cargas